# Лузиады
«Лузиады» (порт. Os Lusíadas) — эпопея португальского поэта Луиша де Камоэнса. Завершена, предположительно, в 1556 году; первое издание в 1572 году.

## Сюжет
Часто делится на три части: «введение», «мифологическую» и «историческую» части.
В эпопее поэт излагает все героические события португальской истории от заселения страны мифическим Лузом — предком лузиадов-португальцев — до открытия пути в Индию вокруг Африки Васко да Гамой в 1498.
Заметна установка на подражание «Энеиде» Вергилия, начиная с зачина: автор обещает воспеть «оружие и рыцарей отважных» (порт. As armas e os barões assinalados, ср. хрестоматийное Arma virumque cano Вергилия). В то же время новаторство Камоэнса в том, что герой его эпопеи коллективный: потомки Луза, португальцы. Для португальской культуры «Лузиады» играют такую же роль основополагающего шедевра, как «Божественная комедия» для итальянской.

## Стихотворная форма
Авторское членение — 10 песен. Поэма написана силлабическим десятисложником; строфика — классическая октава с рифмовкой ABABABCC:
As armas e os barões assinalados A

Que, da ocidental praia lusitana, B

Por mares nunca de antes navegados A

Passaram ainda além da Taprobana, B

Em perigos e guerras esforçados, A

Mais do que prometia a força humana, B

E entre gente remota edificaram C

Novo reino, que tanto sublimaram. C
Русский стихотворный перевод (О. Овчаренко):
Оружие и рыцарей отважных, A

Что, рассекая волны океана, B

Отринув жизни суетной соблазны A

Проплыли морем дальше Тапробаны, B

Цвет нации, великой и бесстрашной, A

Что средь людей неведомых и странных, B

Могучую державу основала C

И тем себе бессмертие снискала, C

## Переводы на русский язык
Несколько октав из «Лузиад» были переведены в 1748 году М. В. Ломоносовым в «Кратком руководстве к красноречию».
В 1788 году вышел полный прозаический пересказ эпопеи под названием «Лузияда, Ироическая поэма Лудовика Камоенса. Переведена с французского де-ла-Гарпова переводу Александром Дмитриевым», сделанный переводчиком А. И. Дмитриевым
Полный стихотворный перевод «Лузиад» на русский язык был выполнен ленинградским поэтом-переводчиком М. И. Травчетовым. Весной 1941 года рукопись была сдана в набор, однако из-за начавшейся войны и блокады Ленинграда книга не была издана и вышла только в 2014 году. Впервые полный поэтический перевод на русский язык вышел в 1988 году (переводчик О. А. Овчаренко).
- Камоэнс, Луис де. Сонеты. Лузиады / Пер. с португ. «Лузиады», вступ. статья и коммент. О. Овчаренко; сост. раздела «Сонеты» Е. Голубевой, И. Хохловой; пер. с порт. В. Резниченко, В. Левика и др. — М. : Художественная литература, 1988. — 504 с. — (Литература эпохи Возрождения). — 50 000 экз. — ISBN 5-280-00845-1.
  - Луиш де Камоэнс. Сонеты. Лузиады / Пер. с португ. «Лузиады», вступ. статья и коммент. О. Овчаренко; сост. раздела «Сонеты» Е. Голубевой, И. Хохловой; пер. с порт. В. Резниченко, В. Левика и др. — Эксмо-Пресс, 1999. — 478 с. — (Домашняя Библиотека Поэзии). — 10 000 экз. — ISBN 5-04-002514-9.
- Луиш де Камоэнс. Лузиады в иллюстрациях Павла Татарникова = Os Lusíadas / Пер. с португ., вступ. статья и коммент. О. Овчаренко. — СПб.: Вита Нова, 2011. — 400 с. — 1100 экз. — ISBN 978-5-93898-322-9.
- Луис де Камоэнс. Лузиады = Os Lusíadas / Пер. с португ. М. Травчетова // Лузиады : Антология. — Центр книги Рудомино, 2014. — 478 с. — 2000 экз. — ISBN 978-5-00087-015-0.

## В массовой культуре
В романе «Дети капитана Гранта» Жюля Верна Паганель учит испанский язык по «Лузиадам» и, лишь попав в Аргентину, понимает, что выучил португальский.